# Canton de Claye-Souilly
Le canton de Claye-Souilly est une division administrative française, située dans le département de Seine-et-Marne et la région Île-de-France.
À la suite du redécoupage cantonal de 2014, les limites territoriales du canton sont remaniées. Le nombre de communes du canton passe de 6 à 30.

## Historique
Par décret du 18 février 2014, le nombre de cantons du département est divisé par deux, avec mise en application aux élections départementales de mars 2015. Le canton de Claye-Souilly est conservé et s'agrandit. Il passe de 6 à 30 communes.

## Représentation

### Conseillers généraux de 1833 à 2015
| Période | Période          | Identité                                     | Étiquette    | Qualité |
| ------- | ---------------- | -------------------------------------------- | ------------ | --- |
| 1833    | 1848             | Jules Botot                                  |              | Cultivateur, maire de Claye puis de Claye-Souilly (1835-1852) Ancien capitaine de la Garde nationale                                         |
| 1848    | 1874             | Alphonse Vincent Dubourg                     | Bonapartiste | Propriétaire, cultivateur Maire du Plessis-aux-Bois (1838-1876), conseiller d'arrondissement                                                 |
| 1874    | 1882 (démission) | Dominique Firmin Barizet (fils du précédent) | Républicain  | Notaire Maire de Claye-Souilly |
| 1882    | 1886             | Casimir Gastellier                           | Rad.         | Industriel Maire de Fresnes-sur-Marne, conseiller d'arrondissement Député (1885-1893)                                                        |
| 1886    | 1903 (démission) | Eugène Derveloy                              | Rad.         | Avocat Secrétaire de Charles Floquet, Président de la Chambre des Députés Propriétaire à Villevaudé et à Paris Député (1893-1898, 1899-1919) |
| 1903    | 1907 (décès)     | Eugène Adrien Pelletier                      | Rad.         | Maire de Claye-Souilly (1900-1907), conseiller d'arrondissement                                                                              |
| 1907    | 1919             | Félix Gaborit                                | Rad.         | Journaliste et avocat à Paris Député (1914-1924)                                                                                             |
| 1919    | 1928             | Edmond Delacourt                             | Rad.         | Maire du Pin (1900-1933), conseiller d'arrondissement                                                                                        |
| 1928    | 1940             | Marcel Chèvremont (1893-1964)                | PC-SFIC      | Ouvrier puis patron treillageur Maire de Mitry-Mory Révoqué à la suite du décret Daladier                                                    |
|         |                  |                                              |              | |
| 1943    | 1945             | Louis Lamotte                                | ?            | Maire de Villeparisis Nommé conseiller départemental en 1943                                                                                 |
|         |                  |                                              |              | |
| 1945    | 1958             | Lucie China                                  | PCF          | Aide-comptable et dactylographe, Villeparisis                                                                                                |
| 1958    | 1976             | André Carrez                                 | PCF          | Ouvrier du bâtiment Maire de Mitry-Mory (1950-1971) Ancien conseiller général du Canton de Dammartin-en-Goële (1945-1951)                    |
| 1976    | 1982             | Noël Fraboulet                               | PCF          | Cheminot Maire de Mitry-Mory (1971-1991) Elu dans le Canton de Mitry-Mory (1982-1994)                                                        |
| 1982    | 2001             | José Hennequin                               | PS           | Enseignant Maire de Villeparisis (1995-2014)                                                                                                 |
| 2001    | 2015             | Michèle Pélabère                             | PS           | Mère de famille Maire-adjoint de Villeparisis jusqu'en 2014                                                                                  |

#### Résultats des élections de mars 2008
- Élection Cantonale 2008 - 1er tour : 9 mars
  - Michèle Pélabère (PS) - 8694 voix, soit 56,60 %, réélue au 1er tour
  - Julien Sanchez (FN) - 1649 voix, soit 10,73 %
  - UMP - 5018 voix, soit 32,67 %

### Conseillers d'arrondissement (de 1833 à 1940)
| Période                                  | Période          | Identité                             | Étiquette    | Qualité |
| ---------------------------------------- | ---------------- | ------------------------------------ | ------------ | --- |
| 1833                                     | 1839             | Constant Boucher (1782-1860)         |              | Propriétaire, maire de Mitry (1831-1837)                                                                    |
| 1839                                     | 1845             | M. Thibault                          |              | |
| 1845                                     | 1848             | Alphonse Vincent Dubourg             |              | Maire du Plessis-aux-Bois                                                                                   |
| 1848                                     | 1852             | M. Leduc                             |              | Propriétaire à Messy                                                                                        |
| 1852                                     | 1864             | Pierre-Parfait Magdelain (1807-1877) |              | Propriétaire, ancien maire de Mitry-Mory (1837-1849)                                                        |
| 1864                                     | 1880             | Louis Alfred de Colombel (1813-1899) | Conservateur | Agronome et écrivain, propriétaire du château de Sannois à Annet-sur-Marne                                  |
| 1880                                     | 1882 (démission) | Casimir Gastellier                   | Républicain  | Industriel à Fresnes, Président de l'Union céramique et chauffournière de France                            |
| 20 août 1882                             | 1895             | Pierre-Alexandre Marchat (1836-1897) |              | Entrepreneur de travaux publics, maire de Claye                                                             |
| 1895                                     | 1900 (décès)     | Eugène Guichard (1846-1900)          |              | Marchand de vins en gros, maire de Claye                                                                    |
| 1901                                     | 1903 (démission) | Eugène-Adrien Pelletier (1845-1907)  |              | Marchand de nouveautés, maire de Claye                                                                      |
| 1903                                     | 1919             | Edmond Delacourt (1860-1933)         | Rad.         | Maire du Pin (1900-1933)                                                                                    |
| 1919                                     | 1929 (décès)     | Paul Charpentier                     | Rad.         | Ingénieur des Arts et Métiers, capitaine de réserve, propriétaire à Villeparisis                            |
| 1929                                     | 1931             | Francisque Eschalier                 | URD          | Médecin, maire de Claye-Souilly                                                                             |
| 1931                                     | 1937             | Marcel Leconte (1877-1959)           | SFIO         | Ouvrier puis agent de maitrise, maire de Villeparisis (1919-1941)                                           |
| 1937                                     | 1940             | Alexandre Chiriaux                   | PC-SFIC      | Employé municipal à Mitry-Mory Révoqué à la suite du décret Daladier                                        |
| 1940                                     |                  |                                      |              | Les conseils d'arrondissement ont été suspendus par la loi du 12 octobre 1940 et n'ont jamais été réactivés |
| Les données manquantes sont à compléter. |                  |                                      |              | |

### Conseillers départementaux à partir de 2015
| Période élective | Période élective | Mandat | Mandat   | Identité           | Nuance | Nuance | Qualité                                                                                         |
| ---------------- | ---------------- | ------ | -------- | ------------------ | ------ | ------ | ----------------------------------------------------------------------------------------------- |
| 2015             | 2021             | 2015   | 2021     | Olivier Morin      |        | LR     | Avocat, adjoint au Maire de Meaux Ancien conseiller général du Canton de Meaux-Nord (2004-2015) |
| 2015             | 2021             | 2015   | 2021     | Véronique Pasquier |        | LR     | Rédacteur territorial Responsable d'un service "Seniors" Adjointe au Maire de Claye-Souilly     |
| 2021             | 2028             | 2021   | en cours | Olivier Morin      |        | LR     | Conseiller sortant                                                                              |
| 2021             | 2028             | 2021   | en cours | Véronique Pasquier |        | LR     | Conseillère sortante                                                                            |

### Résultats détaillés

#### Élections de mars 2015
À l'issue du 1er tour des élections départementales de 2015, deux binômes sont en ballottage : Guy Lotte et Béatrice Troussard (FN, 38,72 %) et Olivier Morin et Véronique Pasquier (UMP, 34,98 %). Le taux de participation est de 48,01 % (15 411 votants sur 32 098 inscrits) contre 44,94 % au niveau départemental et 50,17 % au niveau national.
Au second tour, Olivier Morin et Véronique Pasquier (UMP) sont élus avec 59,04 % des suffrages exprimés et un taux de participation de 48,15 % (8 303 voix pour 15 460 votants et 32 108 inscrits).

#### Élections de juin 2021
Le premier tour des élections départementales de 2021 est marqué par un très faible taux de participation (33,26 % au niveau national). Dans le canton de Claye-Souilly, ce taux de participation est de 29,99 % (10 386 votants sur 34 633 inscrits) contre 27,81 % au niveau départemental. À l'issue de ce premier tour, deux binômes sont en ballottage : Olivier Morin et Véronique Pasquier (LR, 30,37 %) et Dorothée Nicolle et Joachim Simon (RN, 29,27 %).
Le second tour des élections est marqué une nouvelle fois par une abstention massive équivalente au premier tour. Les taux de participation sont de 34,36 % au niveau national, 30,02 % dans le département et 31,97 % dans le canton de Claye-Souilly. Olivier Morin et Véronique Pasquier (LR) sont élus avec 65,34 % des suffrages exprimés (6 517 voix pour 11 078 votants et 34 646 inscrits),,. 

## Composition

### Composition de la création du canton à 1982
Communes de :
- Annet-sur-Marne
- Carnetin
- Charmentray
- Charny
- Claye-Souilly
- Compans
- Courtry
- Fresnes-sur-Marne
- Gressy
- Isles-lès-Villenoy
- Iverny
- Messy
- Mitry-Mory
- Nantouillet
- Le Pin
- Le Plessis-aux-Bois
- Précy-sur-Marne
- Saint-Mesmes
- Trilbardou
- Vignely
- Villeparisis
- Villeroy
- Villevaudé

### Composition de 1982 à 2015
Le canton de Claye-Souilly regroupait six communes.
| Nom                       | Code Insee | Codepostal | Superficie (km2) | Population (dernière pop. légale) | Densité (hab./km2) |
| ------------------------- | ---------- | ---------- | ---------------- | --------------------------------- | ------------------ |
| Claye-Souilly (chef-lieu) | 77118      | 77410      | 15,07            | 11 299 (2012)                     | 750                |
| Annet-sur-Marne           | 77005      | 77410      | 13,19            | 3 209 (2012)                      | 243                |
| Courtry                   | 77139      | 77181      | 4,16             | 6 280 (2011)                      | 1 510              |
| Le Pin                    | 77363      | 77181      | 6,70             | 1 325 (2012)                      | 198                |
| Villeparisis              | 77514      | 77270      | 8,29             | 25 556 (2012)                     | 3 083              |
| Villevaudé                | 77517      | 77410      | 9,98             | 2 040 (2012)                      | 204                |

### Composition depuis 2015
Le canton de Claye-Souilly regroupe désormais trente communes entières.
| Nom                                   | Code Insee | Intercommunalité              | Superficie (km2) | Population (dernière pop. légale) | Densité (hab./km2) | Modifier                                    |
| ------------------------------------- | ---------- | ----------------------------- | ---------------- | --------------------------------- | ------------------ | ------------------------------------------- |
| Claye-Souilly (bureau centralisateur) | 77118      | CA Roissy Pays de France      | 15,07            | 12 381 (2022)                     | 822                | modifier les données · modifier les données |
| Annet-sur-Marne                       | 77005      | CC Plaines et Monts de France | 13,19            | 3 329 (2022)                      | 252                | modifier les données · modifier les données |
| Barcy                                 | 77023      | CA Pays de Meaux              | 6,95             | 375 (2022)                        | 54                 | modifier les données · modifier les données |
| Chambry                               | 77077      | CA Pays de Meaux              | 9,75             | 1 051 (2022)                      | 108                | modifier les données · modifier les données |
| Charmentray                           | 77094      | CC Plaines et Monts de France | 4,67             | 294 (2022)                        | 63                 | modifier les données · modifier les données |
| Charny                                | 77095      | CC Plaines et Monts de France | 12,54            | 1 584 (2022)                      | 126                | modifier les données · modifier les données |
| Chauconin-Neufmontiers                | 77335      | CA Pays de Meaux              | 17,39            | 3 726 (2022)                      | 214                | modifier les données · modifier les données |
| Crégy-lès-Meaux                       | 77143      | CA Pays de Meaux              | 3,64             | 5 419 (2022)                      | 1 489              | modifier les données · modifier les données |
| Cuisy                                 | 77150      | CC Plaines et Monts de France | 3,33             | 471 (2022)                        | 141                | modifier les données · modifier les données |
| Forfry                                | 77193      | CA Pays de Meaux              | 5,80             | 240 (2022)                        | 41                 | modifier les données · modifier les données |
| Fresnes-sur-Marne                     | 77196      | CC Plaines et Monts de France | 7,46             | 947 (2022)                        | 127                | modifier les données · modifier les données |
| Gesvres-le-Chapitre                   | 77205      | CA Pays de Meaux              | 4,23             | 146 (2022)                        | 35                 | modifier les données · modifier les données |
| Gressy                                | 77214      | CA Roissy Pays de France      | 3,34             | 803 (2022)                        | 240                | modifier les données · modifier les données |
| Isles-lès-Villenoy                    | 77232      | CA Pays de Meaux              | 6,97             | 1 136 (2022)                      | 163                | modifier les données · modifier les données |
| Iverny                                | 77233      | CC Plaines et Monts de France | 1,76             | 610 (2022)                        | 347                | modifier les données · modifier les données |
| Mareuil-lès-Meaux                     | 77276      | CA Pays de Meaux              | 7,17             | 3 313 (2022)                      | 462                | modifier les données · modifier les données |
| Messy                                 | 77292      | CC Plaines et Monts de France | 10,32            | 1 204 (2022)                      | 117                | modifier les données · modifier les données |
| Monthyon                              | 77309      | CA Pays de Meaux              | 12,11            | 1 747 (2022)                      | 144                | modifier les données · modifier les données |
| Oissery                               | 77344      | CC Plaines et Monts de France | 15,17            | 2 488 (2022)                      | 164                | modifier les données · modifier les données |
| Penchard                              | 77358      | CA Pays de Meaux              | 4,34             | 1 357 (2022)                      | 313                | modifier les données · modifier les données |
| Le Plessis-aux-Bois                   | 77364      | CC Plaines et Monts de France | 3,41             | 255 (2022)                        | 75                 | modifier les données · modifier les données |
| Le Plessis-l'Évêque                   | 77366      | CC Plaines et Monts de France | 3,53             | 291 (2022)                        | 82                 | modifier les données · modifier les données |
| Précy-sur-Marne                       | 77376      | CC Plaines et Monts de France | 4,81             | 760 (2022)                        | 158                | modifier les données · modifier les données |
| Saint-Mesmes                          | 77427      | CC Plaines et Monts de France | 7,69             | 596 (2022)                        | 78                 | modifier les données · modifier les données |
| Saint-Soupplets                       | 77437      | CA Pays de Meaux              | 13,78            | 3 586 (2022)                      | 260                | modifier les données · modifier les données |
| Trilbardou                            | 77474      | CA Pays de Meaux              | 7,95             | 692 (2022)                        | 87                 | modifier les données · modifier les données |
| Varreddes                             | 77483      | CA Pays de Meaux              | 8,00             | 2 166 (2022)                      | 271                | modifier les données · modifier les données |
| Vignely                               | 77498      | CA Pays de Meaux              | 3,58             | 323 (2022)                        | 90                 | modifier les données · modifier les données |
| Villenoy                              | 77513      | CA Pays de Meaux              | 7,37             | 5 073 (2022)                      | 688                | modifier les données · modifier les données |
| Villeroy                              | 77515      | CC Plaines et Monts de France | 5,71             | 692 (2022)                        | 121                | modifier les données · modifier les données |
| Canton de Claye-Souilly               | 7703       |                               | 231,03           | 57 055 (2022)                     | 247                | modifier les données                        |

## Démographie

### Démographie avant 2015
| 1962   | 1968   | 1975   | 1982   | 1990   | 1999   | 2006   | 2011   | 2012   |
| ------ | ------ | ------ | ------ | ------ | ------ | ------ | ------ | ------ |
| 18 411 | 23 048 | 27 061 | 32 586 | 38 461 | 42 634 | 46 407 | 48 452 | 49 832 |

### Démographie depuis 2015
En 2022, le canton comptait 57 055 habitants, en évolution de +7,34 % par rapport à 2016 (Seine-et-Marne : +3,92 %, France hors Mayotte : +2,11 %).
| 2013   | 2018   | 2022   |
| ------ | ------ | ------ |
| 50 826 | 54 842 | 57 055 |